# Dominikanerinnenkloster Salernes
Das Dominikanerinnenkloster Salernes ist seit 1980 ein Kloster der Dominikanerinnen in Salernes, Département Var, Bistum Fréjus-Toulon in Frankreich.

## Geschichte
Fromme Frauen aus der Tarentaise bildeten in den Jahren ab 1975 eine Schwesterngemeinschaft, die sich am kontemplativen Charisma der Dominikanerinnen orientierte. 1980 bot ihnen Erzbischof André-Georges Bontems von Chambéry, der zuvor das Bistum Tarentaise geleitet hatte, ein Anwesen in Challes-les-Eaux an, zwischen Chambéry und Montmélian, wo es bis zur Französischen Revolution ein frühes Dominikanerkloster gegeben hatte. Die Gemeinschaft nannte sich Notre-Dame de Clarté (Maria Licht). Ihr Gründungshaus in Challes-les-Eaux wurde 2015 geschlossen.
Schon früh ging eine Gruppe der Gründergemeinschaft in das Provence-Städtchen Salernes und baute, als die ursprüngliche Unterkunft zu klein wurde, westlich der Stadt (2, Quartier de la Combe) eine geräumige Kirche und ein Kloster samt Kapelle (Einweihung durch Bischof Joseph Madec 1997 und 1999). Hier befinden sich inzwischen Mutterhaus und Noviziat der Gemeinschaft. Die Nonnen betreuen insbesondere Gäste auf Zeit, die ein traumatisches Erlebnis zu verarbeiten haben.